# Тазеабад (Резваншагр)
Тазеабад (перс. تازه اباد) — село в Ірані, у дегестані Ґіль-Дуляб, в Центральному бахші, шагрестані Резваншагр остану Ґілян. За даними перепису 2006 року, його населення становило 397 осіб, що проживали у складі 110 сімей.

## Клімат
Середня річна температура становить 14,11°C, середня максимальна – 27,67°C, а середня мінімальна – -0,46°C. Середня річна кількість опадів – 822 мм.
| Клімат поселення                              | Клімат поселення | Клімат поселення | Клімат поселення | Клімат поселення | Клімат поселення | Клімат поселення | Клімат поселення | Клімат поселення | Клімат поселення | Клімат поселення | Клімат поселення | Клімат поселення | Клімат поселення |
| Показник                                      | Січ.             | Лют.             | Бер.             | Квіт.            | Трав.            | Черв.            | Лип.             | Серп.            | Вер.             | Жовт.            | Лист.            | Груд.            |                  |
| Середній максимум, °C                         | 9,02             | 9,74             | 11,90            | 17,46            | 22,08            | 25,07            | 27,67            | 27,38            | 23,74            | 20,79            | 16,17            | 11,77            |                  |
| Середня температура, °C                       | 4,30             | 5,00             | 7,15             | 12,70            | 17,34            | 20,34            | 23,50            | 23,20            | 19,58            | 16,60            | 12,02            | 7,60             |                  |
| Середній мінімум, °C                          | −0,46            | 0,26             | 2,40             | 7,96             | 12,60            | 15,61            | 19,33            | 19,03            | 15,41            | 12,45            | 7,83             | 3,43             |                  |
| Норма опадів, мм                              | 84               | 67               | 69               | 51               | 37               | 23               | 13               | 38               | 86               | 128              | 108              | 118              |                  |
| Середньомісячна швидкість вітру, м/с          | 2.28             | 2.40             | 2.40             | 2.36             | 2.44             | 2.60             | 2.60             | 2.40             | 2.23             | 2.00             | 1.99             | 2.04             |                  |
| Середньомісячна сонячна радіація, кДж/м²·день | 6777             | 9055             | 11155            | 15872            | 20370            | 23165            | 23869            | 20135            | 16463            | 11180            | 8491             | 6487             |                  |
| --------------------------------------------- | ---------------- | ---------------- | ---------------- | ---------------- | ---------------- | ---------------- | ---------------- | ---------------- | ---------------- | ---------------- | ---------------- | ---------------- | ---------------- |
| Джерело:                                      |                  |                  |                  |                  |                  |                  |                  |                  |                  |                  |                  |                  |                  |